# Diante do Trono
Diante do Trono (deutsch: Vor dem Thron) ist eine christliche Band aus Belo Horizonte, Brasilien.

## Geschichte
Die Band wurde im Jahr 1997 in der Lagoinha Baptist Church gegründet, um Geld für wohltätige Zwecke in Indien zu sammeln. Im Jahr 1998 veröffentlichte sie ihr Debüt-Album Diante do Trono. Durch ihre Live-Auftritte sowie ihr Live-Album Quero Me Apaixonar (2003), wurden sie einem größeren Publikum bekannt. Ihr Album Preciso de Ti (2001) ist mit über zwei Millionen Exemplaren das meistverkaufte Gospel-Album in Brasilien. Insgesamt hat die Band über fünfzehn Millionen Tonträger verkauft.
Die Band hat mittlerweile mehr als 25 Alben veröffentlicht und ist somit die erfolgreichste brasilianische Gospel-Gruppe. Sie hat darüber hinaus 24 Talent Trophys gewonnen. Im Jahr 2008 wurde die Band während des Programa von Raul Gil, einem brasilianischen TV-Programm von Kanal SBT, für ihre Erfolge in der Gospel-Musik geehrt.
Die Band engagiert sich für das Projekt Ashastan, ein Hilfsprojekt in Indien für die Opfer von Kinderprostitution.

## Diskografie

### Diante do Trono Leben
- Diante do Trono (1998)
- Exaltado (2000)
- Águas Purificadoras (2000)
- Preciso de Ti (2001)
- Nos Braços do Pai (2002)
- Quero Me Apaixonar (2003)
- Esperança (2004)
- Ainda Existe Uma Cruz (2005)
- Por Amor de Ti, Oh Brasil (2006)
- Príncipe da Paz (2007)
- A Canção do Amor (2008)
- Tua Visão (2009)
- Aleluia (2010)
- Sol da Justiça (2011)
- Creio (2012)
- Tu Reinas (2014)
- Tetelestai (2015)
- Deserto de Revelação (2017)
- Outra Vez (2019)

### Crianças Diante do Trono
- Crianças Diante do Trono (2002)
- Amigo de Deus (2003)
- Quem é Jesus? (2004)
- Vamos Compartilhar (2005)
- Arca de Noé (2006)
- Samuel, O Menino Que Ouviu Deus (2007)
- Para Adorar ao Senhor (2008)
- Amigos do Perdão (2010)
- Davi (2012)
- Renovo Kids (2015)
- DT Babies (2016)

### Weitere Alben
- Aclame ao Senhor (2000)
- Shalom Jerusálem (2000)
- Brasil Diante do Trono (2002)
- In the Father’s Arms (2006)
- En los Brazos del Padre (2006)
- Sem Palavras (2006)
- Tempo de Festa (2007)
- Com Intensidade (2008)
- Glória a Deus (2012)
- Global Project: Português (2012)
- Renovo (2013)
- Deus Reina (2015)
- Pra Sempre Teu (2016)
- Imersão (2016)
- Muralhas (2017)
- Imersão 2 (2017)
- Eu e a Minha Casa (2018)
- Imersão 3 (2019)

### Nations Before The Throne
- Suomi Valtaistuimen Edessä (2012)
- Läpimurto (2014)
- Deutschland vor dem Thron (2015)